# 鮑應鰲
鮑應鰲（1560年—1622年），字山甫，號中素，直隸徽州府歙縣人。明朝政治人物。同進士出身。

## 生平
萬曆十三年（1585年）乙酉科应天府乡试一百一十六名举人，萬曆十六年丁父忧。萬曆二十三年（1595年）乙未科會試第一百四名，廷試三甲第三十七名進士，禮部觀政，二十四年初授户部福建司主事，管象房草场，榷崇文税，以清操聞。二十五年丁母憂，二十八年補原职，七月任山東考试官。改兵部武選司主事，三十一年四月差往江西等處催徵馬價，三十二年二月又改禮部儀制司主事，教习驸马楊春元，坐事禠职为民。起复原官，歷禮部郎中，皇太子朱常洛生母孝靖太后薨，詔喪禮视世廟沈貴妃，應鰲以为太簡，乃考穆宗生母孝恪太后为康妃時故事，上之，得允行。天启元年，以御史方震孺荐起为礼部祠祭司郎中，尋改尚宝司少卿。二年（1622年），升太仆寺少卿，尋卒。應鰲端亮有學識，守正不阿，群小忌之。著有《瑞芝山房集》。

## 家族
曾祖鲍莹與，王府纪善。祖鲍德彰，监生、主簿。父鲍俊。母程氏（1518年-1597年），封太孺人。慈侍下。兄鲍应召，仪真县学生。